# Isla Negra (Almería)
La isla Negra es una isla situada junto a San Juan de los Terreros, en la Provincia de Almería. Junto a la Isla de Terreros forma el Monumento natural de Isla de Terreros e Isla Negra. Recae administrativamente en el término municipal de Pulpí.
Es una isla de origen volcánico desprovista de vegetación, lo que contrasta con la riqueza biológica submarina, en la que destaca la abundancia de la posidonia oceanica.

## Toponimia
Recibe su nombre por el aspecto que le confieren las rocas de las que está formada.

## Geografía física
Se trata de un islote de procedencia volcánica, parte del complejo volcánico de Cabo de Gata y afectado por la falla de Palomares.

### Ubicación
Está separada de la costa por unos 50 metros de mar.

## Naturaleza

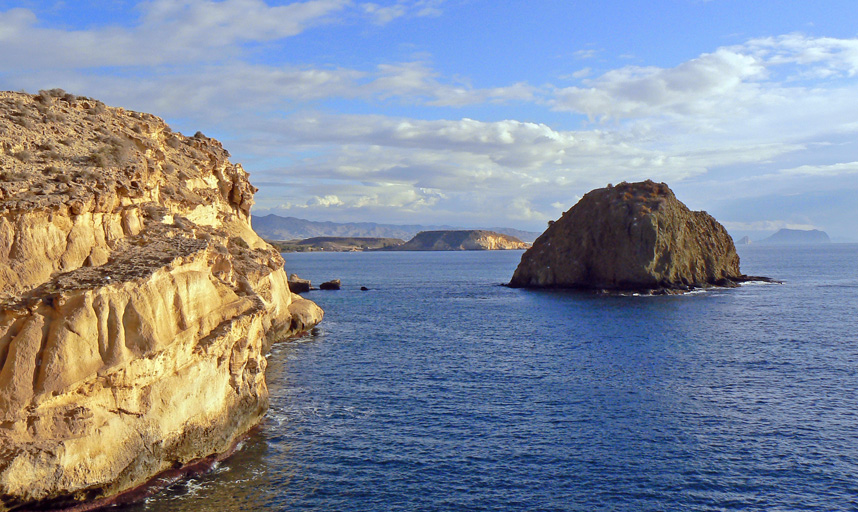
Isla Negra

### Fauna y flora
La escasa vegetación que cubre su parte emergida es de carácter halófilo, como la Fumaria munbyi. A su vez, las aguas que la rodean cuentan con una gran población de posidonia oceanica, que a su vez da cobijo a una multitud de otras especies. Su parte emergida es zona de asentamiento y nidificación de numerosas especies de aves, tales como la Calonectris diomedea y la Hydrobates pelagicus.
El acceso a la isla está prohibido, al igual que el fondeo de embarcaciones en sus inmediaciones.

### Geología
Es un domo volcánico surgido durante el Mioceno. Está compuesta principalmente por andesitas y hornblendas y magnetitas, cuyo color oscuro dan a su vez nombre al islote.

### Zonas protegidas
Isla Negra forma parte del monumento natural de Isla de Terreros e Isla Negra, declarado el 2 de octubre de 2001, con tipología de «biótico», parte a su vez de la ZEPIM Fondos Marinos del Levante Almeriense.
También es, desde 2004, lugar de interés geológico, registrado con el identificador AND115 del Instituto Geológico y Minero de España, por su interés petrológico-geoquímico y geomorfológico.